# Villers-en-Argonne
Villers-en-Argonne település Franciaországban, Marne megyében. Lakosainak száma 215 fő (2022. január 1.). Villers-en-Argonne Châtrices, Beaulieu-en-Argonne, Le Chemin, Passavant-en-Argonne és Sivry-Ante községekkel határos.

## Népesség
A település népessége az elmúlt években az alábbi módon változott:
| Lakosok száma | 226  | 236  | 244  | 235  | 236  | 231  | 232  | 237  | 230  | 215  |
|               | 1968 | 1982 | 1990 | 2006 | 2013 | 2015 | 2017 | 2019 | 2020 | 2022 |